# 岸本建男
岸本 建男（きしもと たてお、1943年（昭和18年）11月22日 - 2006年（平成18年）3月27日）は、日本の政治家。沖縄県名護市長（2期）。

## 来歴
沖縄県名護市出身。親は教員を務めていた。琉球政府立首里高等学校（現・沖縄県立首里高等学校）時代はボクシング部に所属した。1967年（昭和42年）3月、早稲田大学政治経済学部政治学科卒業。同大学大学院に在学中、沖縄の本土復帰運動に身を投じた。1969年（昭和44年）12月刊行の『ドキュメント沖縄闘争』（亜紀書房）の編集に新崎盛暉や全国沖縄闘争学生委員会委員長の渡名喜明らとともに携わった。1970年（昭和45年）、北米・南米へ向かい、放浪。チェ・ゲバラに心酔し、ゲバラが死を遂げたボリビアでベレー帽をかぶった写真を撮るほどであった。
1972年（昭和47年）、国建設計公務株式会社に入社。同年、沖縄出身の大学の後輩と結婚。
1973年（昭和48年）、名護市役所に入庁。前年の復帰後、沖縄県は本土との経済格差解消を目指して走り始めるが、名護市長の渡具知裕徳はこの年、「少ない現金支出で可能な自然に囲まれた暮しこそ本当の豊かさ」という「逆格差論」を掲げ、これに基づく「名護市総合計画」を策定した。岸本は市企画室で「逆格差論」を推進。先導役として頭角を現す。1976年（昭和51年）、週刊誌が名護市の基本構想・総合計画を記事にし、そこに岸本の「自然こそが最大の富の源」という言葉が掲載された。記事は反響を呼び、岸本の言葉に動かされた東京のある夫婦は電気も水道も通ってない名護市の大湿帯に移住した。琉球藍に携わる夫婦と岸本は親交を深めるが、のちに基地建設問題をめぐり立場が対立することとなる。
建設部長、企画部長などを歴任。「21世紀の森公園」を計画し、整備に関わった。公設民営方式による名桜大学の設立に参加。同大学は1994年（平成6年）4月に開学する。
1982年（昭和57年）6月、一坪反戦地主会が発足。一坪地主運動は沖縄でも大きく広がり、岸本も一坪地主となった。
1994年（平成6年）、助役に就任。
1997年（平成9年）1月20日、岸本は、普天間基地移設問題をめぐり、建設候補地に挙がっているキャンプ・シュワブ水域に面する久志地区の区長会に対し、「私見」として「今の段階では、建設のための調査を受け入れることはできない」と述べた。那覇防衛施設局の嶋口武彦局長が名護市を訪れ、調査受け入れを申し入れる日の前日のことであり、市幹部が拒否の姿勢を明言したのは初めてのことであった。

### 名護市長
1997年（平成9年）12月21日、普天間飛行場返還に伴う海上ヘリポート建設の是非を問う住民投票（名護市民投票）が行われ、反対16,639票（52.84%）、賛成14,267票となり、反対票が半数強を占めた。12月24日、名護市長の比嘉鉄也は橋本龍太郎首相に「建設容認」の意向を表明。12月25日、比嘉は東京から地元に帰って記者会見し、建設受け入れを正式に表明。同日、辞職願を市議会議長に提出した。12月31日午前、賛成派は市議会の与党市議でつくる候補者選定委員会を市内のホテルで開き、岸本の擁立を決定。岸本に市長選立候補を要請した。
反対派は市民団体「ヘリ基地反対協議会」と労組代表が候補者選定委員会を組織し人選を進めた。ヘリ基地反対協議会側からは代表の宮城康博を推す声が強く、調整が難航。労組側の推薦をもとに、ヘリ基地反対協議会は1998年（平成10年）1月1日、市産業部長の玉里吉光を擁立する方針を決めた。ところが玉里は家族の強い反対を理由に固辞。1月5日、建設反対派は玉里の擁立を断念した。同日、岸本は助役を辞職し、正式に出馬表明した。1月6日、基地建設反対派は、社民党県議の玉城義和に市長選への出馬を要請。玉城は要請を受諾した。2月1日、名護市長選挙が告示される。大田昌秀知事は玉城の応援演説に立ち、基地問題には直接言及しなかったものの、事実上反対の立場を示した。投票2日前の2月6日、大田は記者会見でA4判で4枚にわたる談話を読み上げたあと、建設拒否を表明。同日、岸本は「知事の判断に従う」と公約し、争点はあいまいになった。
1998年（平成10年）2月8日、市長選実施。岸本は玉城ら2候補を破り初当選した。翌2月9日、報道陣からの「政府側に、基地建設容認の市長が生まれたとする見解がある」との質問に対し、岸本は「誤解だ。普天間飛行場返還の最善の策は県外移設だ」と語った。
※当日有権者数：38,335人 最終投票率：82.35%（前回比：＋0.1pts）
| 候補者名 | 年齢 | 所属党派 | 新旧別 | 得票数   | 得票率 | 推薦・支持                                                                      |
| -------- | ---- | -------- | ------ | -------- | ------ | ------------------------------------------------------------------------------- |
| 岸本建男 | 54   | 無所属   | 新     | 16,253票 | 51.76% | （推薦）自由民主党                                                              |
| 玉城義和 | 49   | 無所属   | 新     | 15,103票 | 48.10% | （推薦）民主党・社会民主党・日本共産党・沖縄社会大衆党 （支持）公明党・新社会党 |
| 辻山清   | 53   | 諸派     | 新     | 44票     | 0.14%  |                                                                                 |

1999年（平成11年）11月22日、稲嶺惠一知事は基地の移設先を正式に辺野古沿岸域に決定。同年12月22日、名護市議会は県の決定を受け、午前10時に移設に関する審議を開始した。質疑が相次いだため会期が延長、徹夜審議となった。明くる23日午前7時前、採決がなされ、議長を除く与党議員17人が賛成し、野党議員のうち10人が反対し、公明党の2人は退席。「普天間飛行場の名護市辺野古沿岸域への移設整備促進決議」が採択され、市議会は初めて移設を認める立場に転じた。12月27日、岸本は記者会見し、「代替施設の受け入れを容認する」と表明。しかし7つの条件を満たす具体策が明らかにならなければ、移設容認を「撤回する」と述べた。
2002年（平成14年）の市長選に自民党・公明党の推薦を受けて立候補し、「ヘリ基地反対協議会」元代表で前市議の宮城康博、政治活動家の又吉イエス（又吉光雄）を破り、再選。
※当日有権者数：40,963人 最終投票率：77.66%（前回比：－4.69pts）
| 候補者名 | 年齢 | 所属党派 | 新旧別 | 得票数   | 得票率 | 推薦・支持                                                   |
| -------- | ---- | -------- | ------ | -------- | ------ | ------------------------------------------------------------ |
| 岸本建男 | 58   | 無所属   | 現     | 20,356票 | 64.45% | （推薦）自由民主党・公明党                                   |
| 宮城康博 | 42   | 無所属   | 新     | 11,148票 | 35.30% | （推薦）日本共産党・社会民主党・みどりの会議・沖縄社会大衆党 |
| 又吉光雄 | 57   | 諸派     | 新     | 80票     | 0.25%  |                                                              |

2005年（平成17年）10月17日、健康上の理由で次期市長選に立候補しない考えを明らかにした。同年10月26日、日米両政府は、普天間飛行場の移設先をめぐり、名護市のキャンプ・シュワブの兵舎地区から海上に突き出す形でヘリポートをつくることで基本的に合意した。10月31日、防衛施設庁の北原巌男長官との会談を終えた岸本は記者団の取材に応じ、「合意案を受け入れることはできない」と述べた。
2006年（平成18年）2月7日に退任。同年3月27日、琉球大学医学部附属病院（現・琉球大学病院）で死去した。62歳没。